# Поляни (Кіровський район)
Поля́ни (рос. Поляны) — село в Кіровському районі Ленінградської області, Росія.